# Prionocera
Genre
Prionocera est un genre d'insectes diptères de la famille des Tipulidae.

## Liste des espèces européennes
- Prionocera abscondita Lackschewitz 1933
- Prionocera chosenicola Alexander 1945
- Prionocera dimidiata (Loew 1866)
- Prionocera mannheimsi Savchenko 1983
- Prionocera parrii (Kirby, 1824)
- Prionocera proxima Lackschewitz, 1933
- Prionocera pubescens Loew, 1844
- Prionocera recta Tjeder 1948
- Prionocera ringdahli Tjeder, 1948
- Prionocera serricornis (Zetterstedt 1838)
- Prionocera setosa Tjeder 1948
- Prionocera subserricornis (Zetterstedt, 1851)
- Prionocera subturcica Savchenko 1983
- Prionocera tjederi Mannheims 1951
- Prionocera turcica (Fabricius, 1787)
- Prionocera woodorum Brodo 1987